# Floria av Castell-Faber
Floria Franziska Marie-Luisa Erika, titulär lantgrevinna till Hessen-Kassel-Rumpenheim, född den 14 oktober 1974 i Düsseldorf, är en tysk grevinna, dotter till Hubertus von Faber-Castell av Faber-Castell och hans hustru Adelheid von der Leyen to Blömersheim. Hon är också titulär drottning av Finland. Hennes makes farfarsfar var Fredrik Karl av Hessen som utsågs till kung i Finland 1918, men avgick efter två månader utan att tillträda.

## Verksamhet
Donatus och Floria är bosatta i Kronberg i Taunus. Där bedriver de en vinodling som heter Weingut Prinz von Hessen. Vinet Weingut Prinz von Hessen Classic kan köpas på Systembolaget.

## Familj
Floria gifte sig med en borgerlig cermini i Weisbaden den 25 april 2003 och kyrkligt i Johanneskirche i Friederichhofs scloss i Kronberg med Donatus av Hessen, Heinrich Donatus Philipp Umberto, titulär lantgreve av Hessen och titulär kung av Finland (född 17 oktober 1966 i Kiel). Den 26 mars 2007 blev paret föräldrar till tvillingarna Paulina Elisabeth och Moritz Ludwig. Den 24 augusti 2012 föddes sonen August.